# Larressingle
Larressingle là một xã thuộc tỉnh Gers trong vùng Occitanie tây nam nước Pháp. Xã này có độ cao 75-177 mét trên mực nước biển.